# 新桐生駅
新桐生駅（しんきりゅうえき）は、群馬県桐生市広沢町二丁目にある東武鉄道桐生線の駅である。駅番号はTI 55。
優等列車が停まる桐生市街の玄関駅。特急「りょうもう」「リバティりょうもう」が停車する。また、桐生線・小泉線簡易委託駅の統括駅にもなっている。

## 歴史
- 1913年（大正2年）3月19日 - 路線開通と同時に開業[1]。
- 1988年（昭和63年） - 駅舎を改築。特産品展示コーナー、公衆トイレを設置。
- 2021年（令和3年）5月 - 東口駅前広場の再整備完了。
- 2022年（令和4年）3月19日 - 改札内のエレベーターが供用開始[2]。
- 2025年（令和7年）3月27日 - 副駅名「球都桐生」を導入[3][注釈 1]。

## 駅構造
相対式ホーム2面2線を有する地上駅。駅舎は太田方面ホーム側にあり、赤城方面ホームとは地下道およびエレベーター付きの跨線橋により連絡している。赤城方面ホームの外側には留置線が1線ある。
駅舎は1988年（昭和63年）に改築されたもので、時計塔と風見鶏の外観が特徴。天井には十二支をあしらった方位盤がデザインされ、ステンドグラスも設けられている。

### のりば
| 番線 | 路線   | 方向 | 行先                                                                                   |
| ---- | ------ | ---- | -------------------------------------------------------------------------------------- |
| 1    | 桐生線 | 上り | 太田・ 伊勢崎線 館林・ 東武スカイツリーライン 北千住・とうきょうスカイツリー・浅草方面 |
| 2    | 桐生線 | 下り | 赤城方面                                                                               |

## 利用状況
2023年度の1日平均乗降人員は1,770人である。桐生線内の単独駅では最も多い。
近年の1日平均乗降人員の推移は下記の通り｡
| 年度               | 1日平均 乗降人員 | 出典       |
| ------------------ | ---------------- | ---------- |
| 2001年（平成13年） | 2,190            |            |
| 2002年（平成14年） | 2,123            |            |
| 2003年（平成15年） | 2,079            |            |
| 2004年（平成16年） | 2,146            |            |
| 2005年（平成17年） | 2,184            |            |
| 2006年（平成18年） | 2,159            |            |
| 2007年（平成19年） | 2,220            |            |
| 2008年（平成20年） | 2,233            |            |
| 2009年（平成21年） | 2,204            |            |
| 2010年（平成22年） | 2,199            |            |
| 2011年（平成23年） | 2,234            |            |
| 2012年（平成24年） | 2,434            |            |
| 2013年（平成25年） | 2,403            |            |
| 2014年（平成26年） | 2,337            |            |
| 2015年（平成27年） | 2,250            |            |
| 2016年（平成28年） | 2,086            |            |
| 2017年（平成29年） | 2,121            |            |
| 2018年（平成30年） | 2,179            |            |
| 2019年（令和元年） | 2,132            | [ 東武 2 ] |
| 2020年（令和02年） | 1,346            | [ 東武 3 ] |
| 2021年（令和03年） | 1,509            | [ 東武 4 ] |
| 2022年（令和04年） | 1,696            | [ 東武 5 ] |
| 2023年（令和05年） | 1,770            | [ 東武 1 ] |

## 駅周辺
- 桐生市役所
- 桐生市市民文化会館
- 桐生厚生総合病院
- 桐生警察署
- 桐生競艇場
- 阿左美沼
- 国道50号（桐生バイパス）
- 国道122号
- 群馬県道68号桐生伊勢崎線
- 群馬県道350号新桐生停車場線
- BOOK OFF桐生相生店
- 新桐生駅前郵便局
- 群馬銀行新桐生支店
- 錦桜橋
- 新桐生公園
- 群馬県立桐生南高等学校
- 群馬県立あさひ養護学校
- 桐生市立桜木中学校
- 桐生市立桜木小学校
- 桐生市立神明小学校
- 桐生市立桜木幼稚園
- 桐生市立神明幼稚園
- おおぞら保育園
- 文化服飾専門学校
- 広沢町二丁目団地
- 岡の上団地
- 比呂佐和神社
- 報身寺
- 普門院
- 広沢変電所

## バス路線
| 乗場                   | 系統                                       | 主要経由地     | 行先       | 運行会社                        | 備考 |
| ---------------------- | ------------------------------------------ | -------------- | ---------- | ------------------------------- | ---- |
|                        | 中央幹線（市役所系統）・広沢線             | 厚生病院       | 桐生駅北口 | おりひめバス （桐生朝日自動車） |      |
| 中央幹線（群大系統）   | 厚生病院前、桐生駅北口、群馬大学桐生正門前 | R高校前        |            | おりひめバス （桐生朝日自動車） |      |
| 中央幹線（市役所系統） | 阿左美東                                   | 東邦病院       |            | おりひめバス （桐生朝日自動車） |      |
| 広沢線                 | 広沢町五丁目                               | ユートピア広沢 |            | おりひめバス （桐生朝日自動車） |      |

## 隣の駅
東武鉄道
 桐生線
- ■特急「りょうもう」・■特急「リバティりょうもう」停車駅

■普通
阿左美駅 (TI 54) - 新桐生駅 (TI 55) - 相老駅 (TI 56)